# Fergal O'Brien
Fergal O'Brien (Contea di Dublino, 8 marzo 1972) è un giocatore di snooker irlandese, ha vinto il British Open nel 1999, il suo unico titolo Ranking, inoltre ha perso la finale del Masters 2001 al frame decisivo contro Paul Hunter.

## Carriera

### Stagione 1991-1992
Nella sua stagione di esordio, la 1991-1992, Fergal O'Brien perde ogni turno di qualificazione, partecipando solo all'Irish Professional Championship in cui viene invitato essendo irlandese. In questo torneo batte al primo turno Ken Doherty, che diventerà campione del mondo nel 1997, ed Eugene Hughes, prima di essere sconfitto in semifinale da Jason Prince per 5-3.

### 1992-1996
All'Asian Open 1993 O'Brien batte Doug Mountjoy per 5-2 al primo turno, poi elimina il 6 volte campione del mondo Steve Davis per 5-4, ma perde agli ottavi per mano di Willie Thorne. In seguito raggiunge la sua seconda semifinale all'Irish Masters 1994 e i quarti al Grand Prix 1995.
In precedenza, al Campionato mondiale 1994, O'Brien diventa il primo giocatore a realizzare un "centone" al primo frame disputato nella fase finale al Crucible Theatre di Sheffield. L'irlandese perde poi il match 10-7 contro Alan McManus.

### Stagione 1996-1997
Nella stagione 1996-1997 O'Brien raggiunge i quarti al Welsh Open e al Thailand Open, venendo rispettivamente eliminato da Mark King e da Stephen Hendry.

### Stagione 1997-1998
Nel 1997-1998 O'Brien torna in semifinale in un torneo (lo Scottish Open), battendo tra l'altro due dei più forti del Main Tour: Peter Ebdon e il connazionale Doherty, prima di essere sconfitto dal giocatore di casa John Higgins per 6-2. A fine stagione l'irlandese riesce a qualificarsi per il Campionato del mondo, vincendo la sfida contro Joe Perry nel terzo turno preliminare. In seguito, nel tabellone principale, O'Brien batte al decisivo James Wattana, ma viene a sua volta sconfitto dal campione del mondo 1996 Peter Ebdon per 13-5.

### Stagione 1998-1999
Nella stagione 1998-1999 O'Brien vince il suo primo titolo Ranking in carriera, battendo Anthony Hamilton 9-7 nella finale del British Open l'11 aprile. Oltre a questo, l'irlandese arriva anche ai quarti allo UK Championship, dove perde contro Dave Harold per 9-4, e per il secondo anno consecutivo prende parte al Campionato mondiale, venendo però subito eliminato da Tony Drago.

### Stagione 1999-2000
Nell'annata seguente O'Brien non conquista successi, ma arriva ai quarti per due volte (Welsh Open e Campionato del mondo). In quest'ultimo l'irlandese viene sconfitto dal futuro campione di questa edizione Mark Williams.

### Stagione 2000-2001
Alla sua seconda partecipazione, O'Brien riesce ad arrivare in finale al Masters al termine di un grande cammino: l'irlandese fa infatti fuori Williams al primo turno 6-5, Doherty 6-2 ed Harold 6-4. In finale incontra Paul Hunter e, alla fine della prima sessione, l'irlandese è avanti 6-2 sull'inglese. Hunter riesce a fare un'incredibile rimonta nella seconda sessione, rimontando da 3-7 a 9-8 in suo favore. Dopo aver vinto per soli 18 punti il 18° frame, O'Brien porta il match al decisivo, dove Hunter ha la meglio con il punteggio di 77-44. Oltre a questo risultato, arriva anche in semifinale al Malta Grand Prix e ai quarti allo UK Championship.

### 2001-2005
Nelle stagioni successive, O'Brien non riesce a riconfermarsi raggiungendo al massimo i quarti, solo nella stagione 2001-2002. Nel 2003 e nel 2004, non riesce a qualificarsi per il Masters e il Campionato mondiale, qualificandosi a Sheffield nel 2005, dove viene subito battuto da Jimmy White al primo turno.

### 2005-2012
Dopo essere sceso al 44º posto nel Ranking, l'irlandese ha una lieve ripresa nei tornei di casa (Irish Masters, Irish Professional Championship ed Irish Classic), conquistando complessivamente tra il 2005 e il 2012, due vittorie, quattro finali perse e due semifinali. Nel 2007 inoltre, O'Brien arriva in finale al Northern Ireland Trophy, torneo valido per il Ranking. Nel corso della competizione riesce a battere anche i campioni del mondo John Higgins e Ronnie O'Sullivan, mentre in finale è Stephen Maguire a batterlo per 9-5.

### 2012-
Dopo la chiusura del circuito irlandese, O'Brien è in caduta libera nel Ranking. Nel 2015 partecipa al World Seniors Championship dove arriva in finale perdendo contro Mark Williams. Nel 2016, dopo aver aspettato 25 anni, O'Brien realizza il suo primo 147 in carriera, nel match contro Mark Davis di Champonship League.
Inaspettatamente riesce a qualificarsi dopo 7 anni al Campionato mondiale nel 2017, dopo aver battuto David Gilbert 10-9 nell'ultimo turno preliminare. Tra l'altro questo match passerà alla storia, dato che il 19º ed ultimo frame è diventato il più lungo dell'era moderna, con una durata di 2 ore, 3 minuti e 41 secondi.

## Ranking[17]
| Stagione  | Ranking iniziale | Ranking finale |
| --------- | ---------------- | -------------- |
| 1991-1992 | Non classificato | 192            |
| 1992-1993 | 192              | 100            |
| 1993-1994 | 100              | 42             |
| 1994-1995 | 42               | 38             |
| 1995-1996 | 38               | 36             |
| 1996-1997 | 36               | 23             |
| 1997-1998 | 23               | 20             |
| 1998-1999 | 20               | 11             |
| 1999-2000 | 11               | 9              |
| 2000-2001 | 9                | 16             |
| 2001-2002 | 16               | 23             |
| 2002-2003 | 23               | 33             |
| 2003-2004 | 33               | 41             |
| 2004-2005 | 41               | 44             |
| 2005-2006 | 44               | 46             |
| 2006-2007 | 45               | 37             |
| 2007-2008 | 37               | 24             |
| 2008-2009 | 24               | 31             |
| 2009-2010 | 31               | 47             |
| 2010-2011 | 47               | 37             |
| 2011-2012 | 37               | 34             |
| 2012-2013 | 34               | 36             |
| 2013-2014 | 36               | 30             |
| 2014-2015 | 31               | 27             |
| 2015-2016 | 27               | 40             |
| 2016-2017 | 40               | 45             |
| 2017-2018 | 45               | 51             |
| 2018-2019 | 51               | 63             |
| 2019-2020 | 63               |                |

### Break Massimi da 147: 1[18]
| N° | Anno | Competizione        | Avversario | Note   |
| -- | ---- | ------------------- | ---------- | ------ |
| 1  | 2016 | Championship League | Mark Davis | [ 15 ] |

## Tornei vinti

### Titoli Non-Ranking: 2
| Titoli Ranking | Titoli Ranking | Titoli Ranking   | Titoli Ranking |
| -------------- | -------------- | ---------------- | -------------- |
| Competizione   | Anno           | Avversario       | Note           |
| British Open   | 1999           | Anthony Hamilton | [ 6 ]          |

| Titoli Non-Ranking | Titoli Non-Ranking | Titoli Non-Ranking          | Titoli Non-Ranking |
| ------------------ | ------------------ | --------------------------- | ------------------ |
| Competizione       | Anno               | Avversario                  | Note               |
| Irish Classic      | 2010 - 2011        | Michael Judge - Ken Doherty | [ 19 ] [ 20 ]      |

## Finali perse

### Titoli Non-Ranking: 7
| Titoli Ranking          | Titoli Ranking | Titoli Ranking  | Titoli Ranking |
| ----------------------- | -------------- | --------------- | -------------- |
| Competizione            | Anno           | Avversario      | Note           |
| Northern Ireland Trophy | 2007           | Stephen Maguire | [ 13 ]         |

| Titoli Non-Ranking              | Titoli Non-Ranking | Titoli Non-Ranking                     | Titoli Non-Ranking   |
| ------------------------------- | ------------------ | -------------------------------------- | -------------------- |
| Competizione                    | Anno               | Avversario                             | Note                 |
| The Masters                     | 2001               | Paul Hunter                            | [ 9 ]                |
| Irish Open                      | 2003               | Joe Swail                              | [ 21 ]               |
| Irish Professional Championship | 2007               | Ken Doherty                            | [ 22 ]               |
| Irish Classic                   | 2007 - 2008 - 2009 | David Morris - Ken Doherty - Joe Swail | [ 23 ] [ 24 ] [ 25 ] |

| World Seniors Tour         | World Seniors Tour | World Seniors Tour | World Seniors Tour |
| -------------------------- | ------------------ | ------------------ | ------------------ |
| Competizione               | Anno               | Avversario         | Note               |
| World Seniors Championship | 2015               | Mark Williams      | [ 14 ]             |

| In squadra   | In squadra                        | In squadra | In squadra |
| ------------ | --------------------------------- | ---------- | ---------- |
| Competizione | Anno/Compagno                     | Avversario | Note       |
| World Cup    | 1996/ Ken Doherty, Stephen Murphy | Scozia     | [ 26 ]     |

- European Tour: 1 (Gdynia Open 2014)